# Hedwig Funkenhauser
Hedwig Funkenhauser (* 26. August 1969 in Satu Mare, Sozialistische Republik Rumänien) ist eine ehemalige deutsche Degenfechterin und deutsche Meisterin.

## Leben
Hedwig Funkenhauser ist wie die Fechterinnen Monika Weber, Rita und Susanne König sathmarschwäbischer Abstammung. 1979 siedelten ihre Eltern mit ihr und ihrer Schwester Zita aus Rumänien nach Deutschland über; ihr Vater meldete beide Töchter beim FC Tauberbischofsheim an. 1988 machte Funkenhauser ihr Abitur am Matthias-Grünewald-Gymnasium in Tauberbischofsheim.

## Größte Erfolge
1993 gewann Hedwig Funkenhauser die Deutsche Meisterschaft 1993 im Degen-Einzel und holte bei den Weltmeisterschaften in Essen Silber mit der Degen-Mannschaft.